# Pietronella Peters
Pietronella Peters, auch Petronella Peters (* 4. März 1848 in Stuttgart; † 3. Januar 1924 ebenda) war eine niederländische, das ganze Leben lang in Württemberg tätige Malerin, die vorwiegend Kinderporträts und -szenen schuf.

## Leben und Werk

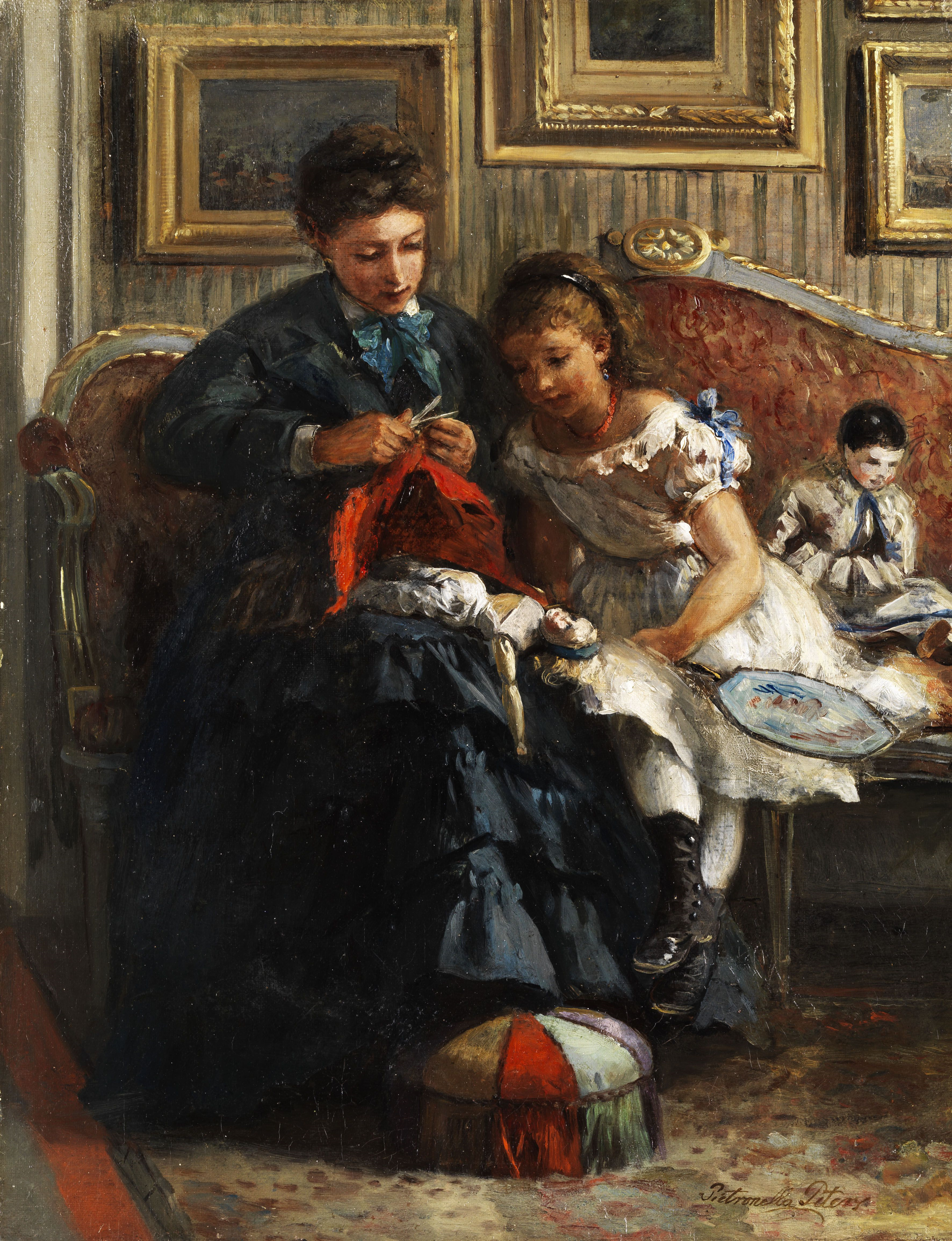
Das neue Puppenkleid

Peters war eine Tochter des niederländischen Landschaftsmalers Pieter Francis Peters und seiner Frau Heinrike (Heinrika?) Gertrude (geborene Mali). Schon ihr Großvater Peters war als Glasmaler in Nijmegen tätig. Sie war die Schwester der bekannteren Kunstmalerin Anna Peters. Ihre Mutter war eine Schwester von Christian Mali, einem Tiermaler der Münchner Schule, der 1845 nach dem Tod seiner Eltern mit seinen Brüdern in die Familie Peters aufgenommen wurde. Peters lebte nach dem Tode ihrer Eltern zusammen mit ihren Schwestern in Stuttgart.
Von ihrem Vater erhielten sie, ihre Schwestern Anna (1843–1926) und Ida (1846–1923) sowie ihr älterer Onkel Christian und dessen Brüder Johannes (1828–1865) und Hubertus Mali (1818–1839) den ersten Malunterricht.
Peters befasste sich thematisch vor allem mit einfühlsamen Kinderdarstellungen (Porträts und Spielszenen) und schuf hierbei Werke von besonderem Reiz. Daneben hat sie ihre malenden Familienmitglieder bei der Arbeit bildlich festgehalten.
Sie weilte mit ihrer Familie von 1894 bis 1904 jedes Jahr und in unregelmäßigen Abständen von 1907 bis 1924 im Sommer auf Schloss Köngen südöstlich von Stuttgart, um sich künstlerisch zu betätigen. Unter den Kindern der Schlossbewohner hat sie mehrere Modelle gefunden. Dort gibt es auch eine ansehnliche Sammlung von Werken der Familie Peters, ebenso im Braith-Mali-Museum in Biberach an der Riß.
Ihre letzten Lebensjahre ab 1912 verbrachte sie mit ihren Schwestern im Haus in Stuttgart-Sonnenberg, wo sie 1924 starb.

## Werke (Auswahl)
- Mädchen mit Blumenstrauß
- Die junge Künstlerin Anna Peters an der Staffelei (um 1870; Öl auf Leinwand auf Holz)
- The puppet show
- Die Lesestunde
- Zwei kleine Mädchen mit Puppe am Fenster in einer Stube (Öl auf Leinwand auf Karton)